# Victor Lenaers
Victor Lenaers (Tongeren, 12 de gener de 1893 - Tongeren, 12 de novembre de 1968) va ser un ciclista belga que fou professional entre 1921 i 1926. Els seus resultats més destacats els aconseguí al Tour de França, en què finalitzà dues vegades entre els deu primers.

## Palmarès
- 1920
  - 1r al Scheldeprijs Vlaanderen
- 1922
  - 1r al Critèrium dels Aiglons

### Resultats al Tour de França
- 1921. 6è de la classificació general
- 1922. 5è de la classificació general
- 1923. Abandona (9a etapa)
- 1924. Abandona (4a etapa)